# 可明納
可明納（Criminon，曾中譯為“無犯罪”）是新興宗教山達基教附屬的一個罪犯再教育計畫，該計畫使用山達基創辦人L·羅恩·賀伯特發明的技術，而隱瞞自己與教會的緊密聯係。
國際可明納是一個非營利機構，於2000年由教會的毒品戒治計劃那可拿分拆而來，是其監獄版本。屬於國際山達基教會的公共推廣計劃，由教會生活與教育改善協會（ABLE）管理。國際可明納負責管理該計畫的許可證，授權各個下轄組織在各監獄施行計畫。
批評者指出可明納的方法並沒有醫學、哲學根據，戒治方法更有可能危害健康，獨立調查報告指出，成功率也遠比可明納宣稱的低。
該組織在台灣的分支機構為中華民國無犯罪促進會。

## 計畫內容
可明納以下的單元課程材料與山達基教會的相同，全是山達基創始人羅恩·賀伯特的作品並有爭議性：
- 快樂之道
- 溝通
- 學習技術
- 那可拿戒治計劃

可明納起源是沒有那可拿單元的函授課程，犯人把課程要求的書面答案寄回可明納，若答案得到志願者檢閱，課程材料得到捐贈，計劃可以免費提供。犯人可以私人參加，因此監獄官方往往並沒有紀錄，也有監獄邀請可明納導師定期授課。若是包含那可拿單元，每個受刑人花費一萬五千美元。
快樂之道提倡真實是相對的，這些相對哲學現今被稱為詭辯，早在二千多年前已被蘇格拉底和他的弟子否定。
快樂之道注重樹立好榜樣，但賀伯特違背了多項自己的指引，他有重婚紀錄。根據英國大使館的調查，賀伯特開設了一所模擬大學，給自己不受到任何承認的博士學位。美國軍官協會指控他是多枚紫心勳章的騙子。1978年，山達基教會的「白雪公主行動」被揭露，是當時美國有史已來最大的國內間諜事件，罪行包括在聯邦檢察官辦公室和國內稅收服務進行滲透、竊聽、竊取文件。 十一名山達基高層主管被判罪二至六年(包括緩刑)，賀伯特妻子也在其中，在加拿大被定罪的還未算在內。賀伯特本人被官方稱為「未被起訴的同謀者」，至死躲起來，沒有在公眾露面。同年，賀伯特在法國的缺席審訊中被判作弊有罪，監禁四年，罰款三萬五千，他至死也是法國逃犯。
可明納的溝通單元，是與教會和那可拿的一系列訓練常式相同，旁人會感覺到怪異，其中誘牛常式甚至於鬧上法庭，學員控告那可拿助長口頭性侵。
根據英國報章監護人，學習技術在美國少用，只有在賀伯特管理學院及山達基教會學校，他們全都沒有被區域或國家認可。
英國社會學家羅·伊瓦利斯評論說，學習技術是灌輸山達基的一個關鍵因素，用以協助把握教義緩慢的人。其基本原則是，不理解或不同意一篇文章的意義，不是由於文章的錯誤-比如它是荒謬的-而是因為讀者不理解一個詞或概念。讀者學習懷疑自己的判斷；學習在羅恩賀伯特的寫作中找一點意義，毫無疑問他的作品大部分是神化的; 或學習默許接受一半難以理解的聲明，希望日後一切都會明確化。極端乏味的「清字」，進一步停頓或抑制個人的關鍵思想，並使讀者準備接受，賀伯特的學說本質是有意義的。
醫學專家指出，那可拿計劃是可以致死的。亞利桑那州立監獄健康管理員理查德·普拉特在訪問中說：「我擔懮這些療法，特別是桑拿，可以殺人。」

## 第二次機會
在可明納起源地的北美洲，「第二次機會」是唯一包含那可拿計劃的受許可公司。那可拿是全程住宿式的毒品與藥物康復計劃，因此第二次機會中心替地方政府看守犯人，是盈利機構。
里克·平特里是老資格的山達基人，試圖在美國監獄開設可明納中心失敗。但於1995年，在墨西哥下加利福尼亞州的恩塞納達市，在州監獄裏開設成功，後來擴展至蒂華納市監獄。這兩所中心終於因為政策改變，失去犯人或資金而關閉了。
恩塞納達中心當時是受到大力推廣的模範中心，曾有六十位美國女子立法者參觀。其中代表新墨西哥州的安娜·克魯克，找到資金及修改法例成功，使第二次機會得以在阿布奎基市試辦，2006年開放。
阿布奎基市的第二次機會，因為財政困難，違反多項協議，被市長下令於2009年1月31日關閉。第二次機會花了公款150萬美元，關閉時欠下稅局、州、市政府67萬2千美元。

## 中華民國無犯罪促進會
1999年，台北監獄挑選表現優良的受刑人，實驗那可拿毒品藥物復健服計畫，經過兩年觀察，成功率宣稱為95%，但該計劃中斷了。
2000年，「新生活教育中心」在台北成立，是那可拿和可明納在台灣的特許機構。該中心於2003年搬家至花蓮，在花蓮監獄開設可明納計劃。在2008年，中心改名為「那可拿育成顧問社」，而可明納計劃，則由新成立的「可明納台灣辦事處」在花蓮看守所推行，在台灣稱為無犯罪計畫。2009年，「中華民國無犯罪促進會」成立，代替可明納台灣辦事處。
無犯罪計畫於2010年9月在泰源技能訓練所開設，所長巫滿盈指出，他在花蓮看守所做觀察勒戒的業務時，無犯罪計畫在花蓮看守所執行一年多的時間，成功率約99.5%。
2010年12月，無犯罪計畫在新店戒治所開設。

## 再犯率的爭論
新墨西哥KRQE電視台調查發現，第二次機會宣稱的成功率，遠高於真實的。第二次機會宣稱10%畢業生重犯，而電視台得到的第二次機會內部資料顯視，重犯率接近32%。重犯包括六名第二次機會的教員，罪行包括販毒、監獄走私。 新墨西哥大學研究結果，畢業後100日內，8.6% 犯新罪，22.9% 違反保釋。 新墨西哥車里縣官員陳述，13名犯人接受計劃，三人畢業，其中兩人後來再犯入獄。
阿方索帕·雷德斯醫生有另外的研究，他宣稱該計劃的重犯率低於10%。可是根據「阿布奎基期刊」，雷德斯醫生是山達基人，（在1991年成為清新者）他也是那可拿諮詢委員。 曾經考究第二次機會，新墨西哥大學的犯罪學家保羅·卡介苗，懷疑雷德斯的宣稱：「 他們需要丟棄這個墨西哥研究，從沒有計劃有這些好成勣。」而花蓮看守所的再犯率只有0.5%。

## 爭議性事件
可明納被批評促進山達基對精神病學的敵意。2005年在一所加州監獄，一本可明納的訓令手冊，指令監督鼓勵受刑者停吃所有精神藥物，手冊內陳述：「多數監獄有精神醫生每日給受刑者更改神誌的藥物，使他們鎮靜、不惹麻煩。」可明納說這手冊是舊版，但新版仍然勸告受刑者，若是他們顯得憤怒，可能有些是吃了精神藥物，有奇怪的副作用。
 斯蒂芬·肯特教授說：「山達基的目標是殲滅精神病學，以山達基的療法來代替，可明納是完成這個目標的眾多山達基機構之一。」
曾經參觀墨西哥恩塞納達監獄的「第二次機會」，內華達州共和黨眾議員沙倫·安高於2003年贊助立法，在內華達州監獄開設示範計劃。但因為沒有支持而失敗。 2010年美國參議院選舉，在爭取共和黨提名時，對手攻擊她過去對第二次機會的支持，電視廣告描寫犯人受到誘人的女按摩師照料。畫外音稱：「職業政治家，參議員候選人沙倫·安高贊助了一項法案，將納稅人的錢用來給囚犯按摩。」 安高贏得提名後，再因為第二次機會被民主黨對手攻擊，廣告上說：「這就是沙倫·安高。首先，一個山達基計劃給囚犯按摩。現在她想擺脫醫療保險和社會保障。下一步是什麼？」  安高終于落選。

## 外部連結
- 國際可明納 （页面存档备份，存于）

- 國際生活與教育改善協會（页面存档备份，存于）
- 台灣可明納的部洛格